# Orvin Cabrera
Orvin Cabrera (Spitzname: „El Pato“) (* 20. Februar 1977 in La Lima; † 28. September 2010 in San Pedro Sula) war ein honduranischer Fußballspieler.

## Vereinskarriere
Er spielte von 1995 bis 1999 für Real España. Anschließend war er von 1999 bis 2002 bei Olimpia aktiv. Während ihm von 2002 bis 2004 teilweise eine Vereinszugehörigkeit bei Luis Angel Firpo zugeschrieben wird, erwähnt beispielsweise EL Heraldo eine Station bei Marathón ohne genaue zeitliche Einordnung. Sein letzter Verein war der CD Vida, bei dem er 2009 gesundheitsbedingt seine Laufbahn beendete.

## Nationalmannschaft
Der Nationalmannschaft Honduras’ gehörte er ebenfalls an. Cabrera nahm er mit der U-20-Nationalmannschaft 1995 an der Junioren-Weltmeisterschaft in Katar teil. Dort kam er in den beiden Begegnungen mit Portugal und den Niederlanden zum Einsatz. Gegen die Portugiesen erzielte er einen Treffer. Auch gehörte er dem honduranischen Aufgebot bei den Panamerikanischen Spielen 1995 an.

## Privates
Der Vater von zwei im Zeitpunkt seines Todes sieben und zwölf Jahre alten Kindern starb am 28. September 2010 nach zweijährigem Kampf gegen die Krankheit an den Folgen von Leberkrebs. Teils wurde jedoch auch von Nierenkrebs berichtet. Im August 2009 hatte ein indirekt mit seiner Krankheit zusammenhängendes Verbrechen für Aufsehen gesorgt. Cabreras Frau wurde überfallen und ausgeraubt, als sie mit einigen hunderttausend Lempira eine Bank verließ, die sie für die Chemotherapie ihres Mannes abgehoben hatte.